# سيرجي كوزنيتسوف (لاعب كرة قدم)
سيرجي كوزنيتسوف (بالروسية: Кузнецов, Сергей Геннадьевич)‏ (7 مايو 1986 في روسيا - ) هو لاعب كرة قدم روسي في مركز الوسط. لعب مع أرسنال تولا وتوم تومسك ودينامو موسكو ولوخ إينيرجيا فلاديفوستوك ولوكوموتيف موسكو ونادي روستوف ونادي كريليا سوفيتوف سامارا ونادي كوبان كراسنودار ونادي موردوفيا سارانسك ونادي خيمكي.

## وصلات خارجية
- سيرجي كوزنيتسوف على موقع قاعدة بيانات كرة القدم.إي يو (الإنجليزية)
- سيرجي كوزنيتسوف على موقع Soccerway.com (الإنجليزية)